# Cratere Bel'kovich
Bel'kovich è un grande cratere lunare di 215,08 km situato nella parte nord-occidentale della faccia nascosta della Luna.
Il cratere è dedicato all'astronomo sovietico Igor Vladimirovič Belkovič.

## Crateri correlati
Alcuni crateri minori situati in prossimità di Bel'kovich sono convenzionalmente identificati, sulle mappe lunari, attraverso una lettera associata al nome.
| Bel'kovich | Coordinate            | Diametro (in km) |
| ---------- | --------------------- | ---------------- |
| A          | 58°39′00″N 87°24′36″E | 57,26            |
| B          | 58°53′24″N 85°42′36″E | 12,34            |
| K          | 63°37′48″N 93°36′36″E | 47,03            |